# Georges Didi-Huberman
Georges Didi-Huberman, nacido el 13 de junio de 1953 en Saint-Étienne. Es un historiador del arte y ensayista francés. Fue investigador residente en la Academia Francesa en Roma  (Villa Médici) y  en la Fundación de Berenson de la Villa I Tatti en Florencia. Actualmente es profesor en la Escuela de Estudios Superiores en Ciencias Sociales de París desde 1990.

## Trayectoria
Georges Didi-Huberman es hijo de un pintor, que le enseñó su oficio artístico. Se formó en París como filósofo e historiador de arte. En 1982 se orientó cierto tiempo al teatro y montó con su hermana su obra sobre la peste.
Complementó sus estudios de arte en Roma (Académie de France) y en Florencia (Villa I Tatti, Harvard University Center for Italian Renaissance Studies), 1984-1988; luego, en Londres (Institute of Advanced Study, Warburg Institute).
Desde 1990 ha dirigido seminarios en la École des Hautes Études en Sciences Sociales (París). Ha sido docente en Baltimore, Northwestern, Berkeley y Berlín. En Alemania se han traducido varios libros suyos, con repercusión: fue premiado en Hamburgo por la Fundación Aby Warburg y ganó el premio Humboldt en 2006. 
Fue responsable de diversas exposiciones, como L'Empreinte en el Centro Georges Pompidou, París, 1997; y Fables du lieu en el Studio national des Arts contemporains, Tourcoing, 2001. 
Hizo una exposición inspirada en Aby Warburg en el Museo Nacional Centro de Arte Reina Sofía (Madrid) Atlas. ¿Cómo llevar el mundo a cuestas? entre 2010 y 2011, y que prosiguió hasta finales de 2011, en Karlsruhe y en Hamburgo. 
En junio de 2013, la Biblioteca Nacional francesa ofreció unas jornadas de homenaje a su trabajo: "Images, passions, langages", con la participación de A. Fleischer, J.-L. Nancy y J. Rancière. Entre febrero y septiembre de 2014 creó una exposición en París sobre la idea fantasmagórica del arte: "Nouvelles histoires de fantômes", con Arno Gisinger (Palacio de Tokio).
En 2015 fue galardonado con el Premio Theodor W. Adorno, otorgado por la ciudad de Fráncfort como reconocimiento a su prolongada trayectoria y contribuciones en diversas áreas de estudio.

## El ensayista
Didi-Huberman es un teorizador de la imagen, que quiere ir más allá de la iconografía más objetiva de tipo panofskyano. Se define como heredero intelectual de Aby Warburg (L’Image survivante), Georges Bataille (La Ressemblance informe), Carl Einstein y Walter Benjamin (Ante el tiempo). 
Igualmente reconoce el influjo de Foucault, Freud y Lacan, lo que supone una interpretación de las imágenes que se apoya en el psicoanálisis de un modo muy crítico para construir otra posible historia del arte. Véase, por ello, su Gestes d’air et de pierre (2005), sobre el psicoanalista y pensador, amigo suyo, Pierre Fédida.
En particular, ha discutido el arte religioso en un sentido muy amplio —así en los artículos de L'Image ouverte—, pues el registro de sus estudios va desde la Edad Media hasta el arte de hoy, con ciertos motivos como la herida, la sangre y la carnalidad que recorre muchos aspectos. De hecho empezó con un trabajo sobre la fotografía y la falsedad de la teoría histérica del siglo XIX (La invención de la histeria).
Además, Didi-Huberman se ha preocupado, al prolongar sus ensayos artísticos, por el teatro (Mémorandum de la peste), la literatura (La pintura encarnada), o el baile (El bailaor de soledades, sobre el arte de Israel Galván). 
Así mismo, todo está encadenado; por ejemplo, en Ser cráneouna singular mirada sobre la escultura, que puede ser considerada como una verdadera introducción a sus análisis crítico-artísticos que tanto tienen que ver con el cuerpo, los síntomas y los fantasmas de la percepción. En Survivance des lucioles habla de las supervivencias de las «luces» de todo tipo, siguiendo a Pasolini y Agamben. La fotografía, en Imágenes pese a todo: memoria visual del Holocausto y Écorces, le ha servido para comentar la memoria del genocidio nazi.
En 2009 inició una serie de libros extensos bajo un título general El ojo de la historia, donde relaciona directamente historia e imagen. Consta ya de cuatro volúmenes: Cuando las imágenes toman posición, Remontages du temps subi, Atlas (que tuvo una primera redacción en España) y Peuples exposés, peuples figurants, de 2012, que aborda problemas de la imagen anónima, el gesto rescatado y la historia.
En 2017 escribió el prefacio de la primera traducción al español de "Aby Warburg y la imagen en movimiento", de Philippe-Alain Michaud. 

## Libros
- Invention de l'hystérie. Charcot et l'Iconographie photographique de la Salpêtrière, Macula, 1982. Tr.: La invención de la histeria: Charcot y la iconografía fotográfica de la Salpêtrière, Cátedra, 2007, ISBN 978-84-376-2381-8.
- Mémorandum de la peste. Le fléau d'imaginer, Christian Bourgois, 1983.
- La Peinture incarnée suivi du Chef-d'œuvre inconnu de Balzac, Minuit, 1985. Tr.: La pintura encarnada: seguido de 'La obra maestra desconocida' de Honoré de Balzac, Pre-Textos, 2007, ISBN 978-84-8191-790-1.
- Fra Angelico. Dissemblance et figuration, Flammarion, 1990.
- Devant l’image. Questions posées aux fins d'une histoire de l'art, Minuit, 1990. Tr.: Ante la imagen. Pregunta formulada a los fines de una historia del arte, Cendeac, 2010, ISBN 978-84-96898-69-1.
- Ce que nous voyons, ce qui nous regarde, Minuit, 1992. Tr.:  Lo que vemos, lo que nos mira, Buenos Aires, Manantial, 2004.
- Le Cube et le visage. Autour d’une sculpture d’Alberto Giacometti, Macula, 1992.
- La Ressemblance informe, ou Le gai savoir visuel selon Georges Bataille, Macula, 1995.
- Phasmes. Essais sur l’apparition, Minuit, 1998. Tr.: Fasmas. Ensayos sobre la aparición, 1, Santander, Shangrila, 2015.
- L’Étoilement, conversation avec Simón Hantaï, Minuit, 1998, diálogo con Simón Hantaï.
- Ouvrir Venus. Nudité, rêve, cruauté, Gallimard, 1999. Tr.: Venus rajada: desnudez, sueño, crueldad, Losada, 2005, ISBN 978-84-96375-09-3.
- La demeure, la souche. Appartements de l’artiste, Minuit, 1999, variaciones sobre Pascal Convert.
- Devant le temps, Minuit, 2000. Tr.: Ante el tiempo. Historia del arte y anacronismo de las imágenes, Adriana Hidalgo, 2006.
- Être crâne. Lieu, contact, pensée, sculpture, Minuit, 2000. Tr.: Ser cráneo, Cuatro.ediciones, 2009, ISBN 978-84-934176-9-7, sobre el cráneo en el arte desde Durero.
- L’Homme qui marchait dans la couleur, Minuit, 2001, sobre James Turrell. Tr.: El hombre que andaba en el color, Abada, 2014 ISBN 978-84-16160-17-4
- Génie du non-lieu, Minuit, 2001, en torno a Claude Parmiggiani.
- L’Image survivante. Histoire de l’art et temps des fantômes selon Aby Warburg, Minuit, 2002. Tr.: La imagen superviviente, Abada, 2009, ISBN 978-84-96775-58-9.
- Ninfa moderna. Essai sur le drapé tombé, Gallimard, 2002.
- Mouvements de l'air, Gallimard, 2004.
- Images malgré tout, Minuit, 2004. Tr.: Imágenes pese a todo: memoria visual del Holocausto, Paidós, 2004, ISBN 978-84-493-1653-1.
- Gestes d'air et de pierre, Minuit, 2005. Tr.: Gestos de aire y de piedra. Sobre la materia de las imágenes, México: Canta Mares, 2017, ISBN 978 607 97118 2 5.
- Le Danseur des solitudes, Minuit, 2006. Tr.: El bailaor de soledades, Pre-Textos, 2008, centrada en Israel Galván.
- Ex-voto: image, organe, temps, Bayard, 2006. Tr.: Exvoto: imagen, órgano, tiempo, Sans Soleil Ediciones, 2013, ISBN 978-84-940988-1-9
- L'Image ouverte. Motifs de l'incarnation dans les arts visuels, Gallimard, 2007.
- La Ressemblance par contact, Minuit, 2008.
- Quand les images prennent position. L'œil de l'histoire, 1, Minuit, 2009. Tr.:  Cuando las imágenes toman posición, Madrid, Machado, 2008.
- Survivance des lucioles, Minuit, 2009. Tr.: Supervivencia de las luciérnagas, Abada, 2012, ISBN 978-84-15289-30-2
- Remontages du temps subi. L'œil de l'histoire, 2, Minuit, 2010. Remontajes del tiempo padecido. El ojo de la historia, 2, Buenos Aires, Biblos, 2015
- Atlas. L'Oeil de l'histoire, 3, Minuit, 2010. Tr.:  Atlas. ¿Cómo llevar el mundo a cuestas?, MNCRS, 2010, libro-catálogo.
- Écorces, Minuit, 2011. Tr.: Cortezas, Santander, Shangrila, 2014, ISBN 978-84-941753-9-8.
- Peuples exposés, peuples figurants. L'Oeil de l'histoire, 4, Minuit, 2012. Tr.:  Pueblos expuestos, pueblos figurantes, Buenos Aires, Manantial, 2014.
- Les grandes entretiens d'art press: Georges Didi-Huberman, IMEC, 2012.
- Sur le fil, Minuit, 2013. Tr.: En la cuerda floja, Santander, Shangrila, 2015 ISBN 978-84-942545-6-7
- Blancs soucis, Minuit, 2013. Tr.: Blancas inquietudes, Santander, Shangrila, 2015 ISBN 978-84-942545-7-4.
- Phalènes. Essais sur l'apparition II, Minuit, 2013. Tr. Falenas. Ensayos sobre la aparición, Santander, Shangrila, 2015
- L'album de l'art à l'époque du 'Musée imaginaire', Hazan, 2013; a partir de una conferencia en el Louvre.
- Quelle émotion! Quelle émotion?, Bayard, 2013.
- Sentir le grisou, Minuit, 2014.
- Essayer voir, Minuit, 2014.
- Passes cites par J.L.G. L’oeil de l'histoire, 5, Minuit, 2015.
- Sortir du noir, Minuit, 2015, sobre el director de cine húngaro, László Nemes.